# Denison (Kansas)
Denison è un comune degli Stati Uniti d'America, situato nello Stato del Kansas, nella contea di Jackson.